# 臺南市立文賢國民中學
臺南市立文賢國民中學（簡稱文賢國中）為一所位於台灣台南市北區的市立國民中學，成立於1987年。

## 歷史
1985年5月20日，臺南市政府派臺南市立金城國民中學校長張齡材兼任文賢國中籌備處主任，後於1986年11月11日動工興建校舍、1987年8月1日正式設校，校址訂於北區文元里（今屬文成里）。

### 歷任校長
| 任次 | 姓名   | 任職時間                     | 備註       |
| ---- | ------ | ---------------------------- | ---------- |
| －   | 張齡材 | 1985年5月20日－1987年8月24日 | 籌備處主任 |
| 1    | 王茂德 | 1987年8月25日－1999年7月31日 | [ 1 ]      |
| 2    | 陳炯明 | 1999年8月1日－2007年7月31日  | [ 1 ]      |
| 3    | 鄭英建 | 2007年8月1日－2012年7月31日  | 退休       |
| 4    | 陳柏蒼 | 2012年8月1日－2019年7月31日  | [ 4 ]      |
| 5    | 陳一仁 | 2019年8月1日至今             |            |

## 校訓
誠：誠正誠懇。
勤：勤學勤事。
公：公平公正。
禮：禮恭禮敬。

## 學區
- 基本學區：北區大和里、大港里、大豐里、元美里、文元里、文成里、賢北里、雙安里（6、10鄰）；中西區西和里（1至6鄰）。
- 共同學區：
  - 臺南市立民德國民中學：北區立人里（5至7、10鄰）、雙安里（1至5鄰、7至9鄰、11至12鄰）；中西區五條港里（9至15鄰）、兌悅里（11至21鄰）。
  - 臺南市立金城國民中學：中西區光賢里、西和里（7鄰）。
  - 臺南市立海佃國民中學：安南區幸福里、海佃里、海南里、國安里。
  - 臺南市立金城國民中學、臺南市立民德國民中學：中西區兌悅里（1至10鄰）。
  - 臺南市立金城國民中學、安平國中：中西區西湖里、西賢里。[2]

## 外部連結
- 臺南市立文賢國民中學